# ميثاق مدريد
ميثاق مدريد والاسم الكامل ميثاق مدريد: دفاعًا عن الحرية والديمقراطية في منطقة أيبيروسفير (بالإسبانية: Carta de Madrid: en defensa de la libertad y la democracia en la Iberosfera)، المعروف أيضًا باسم خطاب مدريد كان بيانًا تم إنشاؤه في 26 أكتوبر 2020 من قبل مؤسسة ديسينسو مركز أبحاث تابع للحزب السياسي اليميني الإسباني فوكس. ونددت الوثيقة بالمنظمات اليسارية في أمريكا الأيبيرية ووصفت هذه الجماعات اليسارية بأنها «إجرامية»، وتقول إن هذه الجماعات تشكل تهديدًا للديمقراطية الليبرالية من خلال الشيوعية، وأنها جزء من مؤامرة عالمية متأثرة بكوبا. تم التوقيع على ميثاق مدريد بشكل أساسي من قبل السياسيين المناهضين للشيوعية والمحافظين والليبراليين واليمين المتطرف من الأمريكتين وشبه الجزيرة الأيبيرية، بما في ذلك أعضاء الحزب الجمهوري في الولايات المتحدة وأعضاء المعارضة الفنزويلية والمنشقين الكوبيين وفوجيموريون ومن البيرو، وممثلين آخرين للأحزاب السياسية من أمريكا اللاتينية.

## خلفية
كان ميثاق مدريد بيانًا تم إنشاؤه كجزء من جهد لإنشاء منتدى مدريد وهو منظمة دولية مناهضة للشيوعية لها "هيكل دائم وخطة عمل سنوية". قدم فوكس المشروع في البداية إلى حكومة رئيس الولايات المتحدة دونالد ترامب أثناء زيارته للولايات المتحدة في فبراير 2019، حيث استخدم سانتياغو أباسكال علاقاته الجيدة مع الإدارة لبناء الدعم داخل الحزب الجمهوري وإقامة علاقات قوية مع الاتصالات الأمريكية. بعد شهر في مارس 2019 غرد أباسكال صورة لنفسه مرتديًا سترة تشبه سترة الغزاة، وكتبت ايه بي سي في مقال يوضح بالتفصيل أن هذا الحدث قدم سردًا "يرمز جزئيًا إلى المزاج التوسعي لـ فوكس وأيديولوجيتها حتى الآن.
كان من المقرر أن يعقد منتدى مدريد أول حدث له في مدريد في يونيو 2020، على الرغم من إلغاؤه بسبب جائحة كوفيد 19، مع تحويل ميثاق مدريد إلى وثيقة عبر الإنترنت تم تقديمها في 26 أكتوبر 2020 بدلاً من ذلك.

## المحتوى
في الوثيقة يحدد الموقعون كيانين الأول هو «الأيبيروسفير» المتحالف مع الدول التي لها نفس الجذور لشبه الجزيرة الأيبيرية، والثانية هي الجماعات اليسارية مثل منتدى ساو باولو ومجموعة بويبلا، والتي يعترف الميثاق بأنها عدو وتهديد للحرية. تدين الرسالة الجماعات اليسارية باعتبارها تحت تأثير كوبا، قائلة إنها «تحت مظلة النظام الكوبي»، وتصف الحكومات اليسارية بأنها «اختطفتها الأنظمة الاستبدادية المستوحاة من الشيوعية، وتدعمها تجارة المخدرات» وتقول أن الجماعات اليسارية لديها «أجندة أيديولوجية» لزعزعة استقرار الحكومات الليبرالية. كما تسلط الرسالة الضوء على احترام سيادة القانون وفصل السلطات والملكية الخاصة. كما أنها مدعوة للعلماء ووسائل الإعلام والمجموعات الأخرى لدعم أهداف ميثاق مدريد.

## الترقية والظيفية
سافر مندوبو فوكس في جميع أنحاء أمريكا اللاتينية للترويج للبيان والحصول على توقيعاته، واجتمعوا بالسياسيين في الإكوادور والمكسيك وبيرو. أثناء الترويج للميثاق في الإكوادور قال مندوب حزب فوكس هيرمان تيرتش إن التوقيعات ضرورية لمواجهة «المخدرات الاجتماعية»، بحجة أن «جميع بلدان أمريكا اللاتينية مهددة من قبل نفس المشروع الاستبدادي الممول بشكل رئيسي من النفط الفنزويلي وتهريب المخدرات»، قال تيرتش إنه كان يسترشد بكوبا. في الاجتماعات التي عُقدت في الإكوادور وقع وزير الدفاع الوطني المعين مؤخرًا الرئيس غييرمو لاسو وفرناندو دونوسو على الوثيقة جنبًا إلى جنب مع أعضاء الحزب المسيحي الاجتماعي وحزب سوما.
في المكسيك تسببت الزيارة وجمع التوقيعات من قبل فوكس في جدل عندما وقع نواب حزب العمل الوطني على الميثاق. تلقى سياسيو حزب العمل انتقادات على وسائل التواصل الاجتماعي أدت إلى صراعات داخل الحزب. بعد فترة وجيزة من المشاركة مع فوكس نأى سياسيو حزب العمل بأنفسهم عن التوقيع على البيان، بينما حذف حساب تويتر الرسمي للحزب صورة لأعضاءه يجتمعون مع ممثلي فوكس. بسبب زيارة فوكس المثيرة للجدل جرت مناقشات حول احتمال تطبيق المكسيك للمادة 33 من دستور المكسيك، والتي تمنح طرد الأفراد الأجانب لتدخلهم في «الشؤون السياسية» المكسيكية، على الرغم من رفض رئيس المكسيك أندريس مانويل لوبيز أوبرادور هذا الخيار قائلاً: «المكسيك بلد حر وأنا أقول هذا أيضًا حتى إذا أراد السيد أباسكال أن يأتي مرة أخرى يمكنه فعل ذلك. أبواب بلدنا مفتوحة مرحب بهم دائمًا جميع الأجانب حتى لو كانوا كذلك المعارضين».